# 김연우
김연우(金煙雨, 본명: 김학철, 1971년 7월 22일 ~ )는 대한민국의 가수이다.

## 경력
공군군악대에서 병사로 군 복무를 마치고 1995년 제7회 유재하 가요제에서 〈다가오는 이별〉로 금상을 수상하면서 본격적인 가수 활동을 시작하였으며, 1996년 토이 2집에 객원보컬로 참여하여 〈내가 너의 곁에 잠시 살았다는 걸〉을 부르면서 대중의 인지도를 얻었다. 그 후 솔로 1집 《그대곁에 나밖에...》, 2004년에 2집 《연인》, 2006년에 3집 《사랑을 놓치다》, 2011년에 4집 《MR.BIG》을 발표하였다.
가수들을 가르치는 보컬 트레이너로 많이 알려져있기도 하다. 2010년부터 서울종합예술학교 실용음악 예술학부 전임교수를 맡았다.
2011년 MBC 《나는 가수다》에 출연하여 본인의 곡이자 토이의 대표곡인 〈여전히 아름다운지〉와 김건모의 〈미련〉, 김장훈의 〈나와 같다면〉(원곡 박상태)을 불렀다. 순위는 각각 6위, 6위, 4위였다. 그 이후, 가수 김경호의 초대로 8라운드 1차 경연에서 듀엣으로 피노키오의 〈사랑과 우정사이〉를 불렀다. 순위는 2위였다.
호주 멜버른 공연에서 故김현식의 〈내 사랑 내 곁에〉를 불러 1위를 차지했다.
2012년 MBC 《나는 가수다 II》에 출연하여 본인의 곡 〈내가 너의 곁에 잠시 살았다는 걸〉을 불렀다.
이후 이문세의 〈가로수 그늘 아래 서면〉, 이은하의 〈미소를 띄우며 나를 보낸 그 모습처럼〉, 이치현과 벗님들의 〈당신만이〉, 김흥국의 〈호랑나비〉, Eric Carmen의 〈All by myself〉, 故김광석의 〈사랑했지만〉, 이적의 〈Rain〉, 김민우의 〈사랑일뿐야〉, 조승우의 〈지금 이 순간〉, 故유재하의 〈그대 내 품에〉, 조장혁의 〈중독된 사랑〉, 이승철의 〈마지막 콘서트〉, 장혜진의 〈1994년 어느 늦은 밤〉을 불렀다.
마지막으로 남진의 〈그대여 변치마오〉를 불러 명예졸업을 하였다.
2013년 9월 27일 가수 윤종신의 기획사인 미스틱 엔터테인먼트에 합류하였다.
2015년 3월 6일 MBC 나는 가수다 3에 출연하여 가수 양파의 초대로 3라운드 1차 경연에 참여하여 듀엣으로 이적의 〈하늘을 달리다〉를 불렀으며 이 곡을 통해 1위를 차지하였다.
5월 17일 MBC 《복면가왕》 7회 1라운드에서 '화생방실 클레오파트라'로 출연하여 '질풍노도 유니콘'으로 출연한 배다해와 뮤지컬 오페라의 유령 주제곡인 〈The Phantom Of The Opera〉를 불러 1표 차이로 승리한 후 2라운드에서 노을의 〈만약에 말야〉를 불러 승리하고 이어서 3라운드에서 뱅크의 〈가질 수 없는 너〉를 불러 4대 가왕에 등극했다.
10회에서 임재범의 〈이 밤이 지나면〉을 불러 5대 가왕에 등극했고, 12회에서 바비킴의 〈사랑... 그 놈〉을 불러 6대 가왕에 등극했다. 14회에서 부활의 〈사랑할수록〉을 불러 7대 가왕에 등극하였고, 16회에서 민요 〈한 오백년〉을 불렀으나 '노래왕 퉁키'로 출연한 이정과의 대결에서 패해 끝내 10주 만에 본인의 정체를 밝혔다.
2016년 7월 16일 고척 스카이돔에서 진행된 2016 타이어뱅크 KBO 올스타전에서 육군 제3야전군과 예하부대 군악대 120여명이 합동으로 연주를 하는 가운데, 애국가를 불렀다.
2017년 2월 1일 중앙선거관리위원회 제19대 대통령선거 아름다운 선거 홍보대사가 되었다.

## 학력
- 2006~2008 중부대학교 실용음악학과 보컬전공 학사 (04학번)
- 1991~1995 서울예술대학 실용음악학과 보컬전공 전문학사 (91학번)
- 1987~1990 성일고등학교 졸업 (90년)
- 1984 ~1987 송림중학교 졸업
- 1978 ~ 1984 돌마초등학교 졸업

## 음반 및 참여
- 1집 《그대곁엔 나밖에》 1998년 3월 1일 / 대영에이브이
  - 수록곡

  1. 그대 곁엔 나밖에...
  2. 영화에서처럼
  3. I feel Good! (너무 좋아)
  4. 만약
  5. 감사해요
  6. 간직하고픈 이별
  7. 잘모르겠어
  8. 우리 사랑 영원하길
  9. 몽
  10. 그대곁엔 나밖에...(MR)
- 2집 《연인》 2004년 1월 6일 / EMI , 재발매 2008년 12월 11일 / 엠넷미디어
  - 수록곡

  1. 재회
  2. 몇해전 삼청동 거리엔 많은 눈이 내렸습니다
  3. 우리 처음 만난 날
  4. 연인
  5. 8211
  6. 사랑한다면
  7. 이별택시
  8. 끝
  9. 잘해주지말걸 그랬어
  10. 아침인사
  11. 이미 넌 고마운 사람
  12. 블루 크리스마스
  13. 그건 사랑이었지
- 3집 《사랑을 놓치다》 2006년 1월 13일 / 만월당, 재발매 2008년 12월 26일 / 엔티움
  - 수록곡

  1. 바람, 어디에서 부는지
  2. 흐려진 편지속엔...
  3. 사랑한다는 흔한 말
  4. 네가 없어도
  5. 청소하던 날
  6. Memoir
  7. 널 차라리 몰랐다면
  8. 나는 사랑이 뭔지 모르나 봐요
  9. 잊혀지지 않는 그대 이름
  10. 오, 그대는 아름다운 여인
  11. 내가 너의 곁에 잠시 살았다는 걸 (Unplugged ver.)
- 싱글 《지금 만나러 갑니다》 2008년 12월 10일 / 다날
  - 수록곡

  1. 지금 만나러 갑니다 (Feat. 타블로)
  2. 사랑한다 안한다
  3. 지금 만나러 갑니다 (Inst.)
  4. 사랑한다 안한다 (Inst.)
- 미니앨범 《정(情)(EP)》 2010년 1월 5일 / 로엔엔터테인먼트
  - 수록곡

  1. 다시한번 사랑하자
  2. 사랑아 잘가라
  3. 축가 (祝歌)
  4. S.O.S
  5. 지금 만나러 갑니다(Featuring 타블로)
- 4집 《MR.BIG》 2011년 11월 24일 / 로엔엔터테인먼트
  - 수록곡

  1. 기분 좋은 아침
  2. Hello My Friend
  3. 행복했다...안녕
  4. 겨울애(愛)
  5. 금단현상
  6. My Darling
  7. 부스러기
  8. 그립다
  9. 겨울애(愛) 아이ver.
  10. 행복했다...안녕(mr)
- 미니앨범 《MOVE (EP)》 2014년 5월 28일 / 로엔엔터테인먼트
  - 수록곡

  1. Call Me (Feat. 칸토 Of 트로이)
  2. 해독제
  3. Move (Feat. 박경 Of 블락비)
  4. 도레미파솔
  5. I Belong 2 U
- 싱글 《눈물고드름》 2014년 11월 27일 / 로엔엔터테인먼트
  - 수록곡

  1. 눈물고드름
  2. 눈물고드름 (Inst.)
- 싱글 《그리운 노래 아리요》 2015년 7월 20일 / 씨제이이앤엠 주식회사
  - 수록곡

  1. 그리운 노래 아리요
- 5집 《나의 너》 2018년 5월 10일 / 지니뮤직
  - 수록곡

  1. 반성문 (TITLE)
  2. Homesick
  3. 어장관리 (With 온유&유인나)
  4. 너의 SNS
  5. So Sweet
  6. 다시 너에게
  7. 나의 너
  8. Fake (Feat. 박주원)
  9. 한계
  10. 반성문 (Inst.)

### 참여음반
- 토이앨범

| 발매연도 | 토이앨범 | 앨범명           | 참여곡 |
| -------- | -------- | ---------------- | --- |
| 1996     | 토이2집  | YOUHEEYEOL       | <사랑,집착&중독>, <내가 너의 곁에 잠시살았다는 걸>, <그럴때마다>, <23번째 생일>, <첫 KISS>                        |
| 1999     | 토이4집  | A NIGHT IN SEOUL | <여전히 아름다운지>, <거짓말 같은 시간>                                                                           |
| 2001     | 토이5집  | FERMATA          | <언젠가 우리 다시 만나면>, <마지막 노래>                                                                          |
| 2001     | 토이LIVE | 토이LIVE         | <내가 너의 곁에 잠시살았다는 걸>, <여전히 아름다운지>, <거짓말같은 시간>, <그럴때마다>, <언젠가 우리 다시 만나면> |
| 2008     | 토이6집  | THANK YOU        | <인사> |

- 참여앨범

| 발매연도 | 가수                                                   | 앨범명                                                           | 참여곡                                                  |
| -------- | ------------------------------------------------------ | ---------------------------------------------------------------- | ------------------------------------------------------- |
| 1995     | 김연우                                                 | 제7회 유재하음악경연대회                                         | <다가오는 이별>                                         |
| 1998     | 차은주&김연우                                          | 차은주 1집-The First Breath                                      | <내게 기대요>                                           |
| 1999     | 유희열, 김연우, 지누, 변재원                           | 유희열 익숙한 그 집 앞-삽화집                                    | <즐거운 편지>                                           |
| 2001     | 김연우                                                 | Natural 1집-Natural the 1st                                      | <그대만의 나이길>, <그대만의 나이길(Reprise)>           |
| 2001     | 김연우                                                 | 스토리 2집-Story of one side                                     | <향기로운 뒷모습>                                       |
| 2003     | 김연우                                                 | 윤건 1집-어쩌다                                                  | <갈색머리>                                              |
| 2003     | 권진원&김연우                                          | 권진원 Best 나의 노래                                            | <오늘처럼 이렇게>                                       |
| 2004     | 에픽하이                                               | 에픽하이 2집-High Society                                        | <My Ghetto>                                             |
| 2004     | 서영은&김연우                                          | 서영은 Romatic 1                                                 | <이별이야기>                                            |
| 2004     | 김연우                                                 | CHRISTMAS WITH PFULL                                             | <Hey! Drummer Boy>                                      |
| 2004     | 김연우                                                 | 조장혁 Music of my life                                          | <You Believe>                                           |
| 2006     | 김연우&이소은                                          | 우리, 사랑하는 동안 [디지털 싱글]                                | <슬픈사랑의 노래>                                       |
| 2006     | 김연우&차지연                                          | 우리 이제 어떻게 하나요 [디지털싱글]                             | <When you cry when you smile>                           |
| 2006     | 김연우                                                 | Mind Bridge                                                      | <세상이 그대를 속일지라도>                              |
| 2007     | 서영은&김연우                                          | 서영은 Romatic 3                                                 | <칵테일 사랑>                                           |
| 2007     | 김연우                                                 | 노블레스 1집-Romance-After                                       | <그대도 나와 같나요>                                    |
| 2009     | 다이나믹 듀오(Feat. E - Sens For Supreme Team, 김연우) | 다이나믹 듀오 싱글-Ballad for fallen soul part1                  | <L.B.A>                                                 |
| 2009     | 샤이니 온유&김연우                                     | 샤이니EP-2009, Year of us                                        | <내가 사랑했던 이름>                                    |
| 2009     | 김연우                                                 | MBC 음악여행 라라라 Live Vol.6                                   | <Open arms>                                             |
| 2009     | 김연우                                                 | 유영석 20주년 기념 앨범                                          | <눈물나는 날에는>                                       |
| 2010     | 김연우                                                 | 윤종신 Monthly 2010 September                                    | <후회왕>                                                |
| 2011     | Project Friends(김연우, 김형중, 변재원)                | Project Friends I’m your friend                                  | < I’m your friend>                                      |
| 2011     | 김연우                                                 | 김연우 나는가수다[경연3-1]                                       | <미련(원곡가수: 김건모)>                                |
| 2011     | 김연우                                                 | MBC 나는가수다[경연3-2]                                          | <나와 같다면(원곡가수: 김장훈)>                         |
| 2011     | 김연우                                                 | 와사비사운드 Happy birthday to you[디지털싱글]                   | <Happy birthday to you>                                 |
| 2011     | 김경호&김연우                                          | MBC 나는가수다[경연10-1 듀엣곡부르기]                            | <사랑과 우정사이(원곡가수: 피노키오)>                   |
| 2011     | 김연우                                                 | MBC 나는가수다[호주특별경연]                                     | <내사랑 내곁에(원곡가수: 김현식)>                       |
| 2012     | 김연우                                                 | 돈스파이크 present vol.3 [디지털싱글]                            | <인기 없던 노래>                                        |
| 2012     | 김연우                                                 | MBC 나는가수다 2 [5월 13일 B조 경연]                             | <가로수 그늘 아래 서면(원곡가수: 이문세)>               |
| 2012     | 김연우                                                 | MBC 나는가수다 2 [5월 27일 5월의 가수전]                         | <미소를 띄우며 나를보낸 그 모습 처럼(원곡가수: 이은하)> |
| 2012     | 김연우                                                 | MBC 나는가수다 2 [6월 3일 A조 경연]                              | <당신만이(원곡가수: 이치현과 벗님들)>                   |
| 2012     | 김연우                                                 | MBC 나는가수다 2 [6월 17일 고별가수전]                           | <호랑나비(원곡가수: 김흥국)>                            |
| 2012     | 김연우                                                 | MBC 나는가수다 2 [7월 8일 B조 경연]                              | <All by Myself(원곡가수: 에릭 카먼>                     |
| 2012     | 김연우                                                 | MBC 나는가수다 2 [7월 22일 7월의 가수전]                         | <사랑했지만(원곡가수: 김광석)>                          |
| 2012     | 김연우                                                 | MBC 나는가수다 2 [8월 12일 B조 경연]                             | <Rain(원곡가수: 이적)>                                  |
| 2012     | 김연우                                                 | MBC 나는가수다 2 [8월 26일 고별가수전]                           | <사랑일뿐야(feat. 김세황)(원곡가수: 김민우)>            |
| 2012     | 김연우                                                 | MBC 나는가수다 2 [9월 9일 A조 경연]                              | <지금 이 순간(원곡가수:조승우>                          |
| 2012     | 김연우                                                 | 나는가수다 2 [9월 30일 9월의 가수전]                             | <그대 내품에(원곡가수:유재하)>                          |
| 2012     | 김연우                                                 | MBC 나는가수다 2 [10월 7일 A조 경연]                             | <중독된 사랑(원곡가수:조장혁>                           |
| 2012     | 김연우                                                 | MBC 나는가수다 2 [10월 21일 고별가수전]                          | <마지막 콘서트(원곡가수:이승철)>                        |
| 2012     | 김연우                                                 | MBC 나는가수다 2 [11월 4일 라스트 서바이벌 11월의 가수전 예선전] | <1994년 어느 늦은 밤(원곡가수:장혜진)>                  |
| 2012     | 김연우                                                 | MBC 나는가수다 2 [11월 11일 11월의 가수전]                       | <그대여 변치마오(원곡가수:남진)>                        |
| 2013     | 김연우                                                 | 윤종신 월간 윤종신 <Repair> 2013년 3월호                         | <No Schedule>                                           |
| 2013     | 윤종신, 김연우, 하림, 조정치, 뮤지, 김정환(에디킴)     | Mystic Holiday 2013                                              | <겨울 하늘 별>                                          |
| 2015     | 양파&김연우                                            | MBC 나는가수다 3 [경연3-1 듀엣미션]                              | <하늘을 달리다(원곡가수:이적)>                          |
| 2015     | 화생방실 클레오파트라(김연우)&질풍노도 유니콘(배다해)  | MBC 복면가왕 [7회 1라운드]                                       | <The Phantom of The Opera>                              |
| 2015     | 화생방실 클레오파트라(김연우)                          | MBC 복면가왕 [8회 2라운드]                                       | <만약에 말야(원곡가수:노을)>                            |
| 2015     | 화생방실 클레오파트라(김연우)                          | MBC 복면가왕 [8회 3라운드]                                       | <가질 수 없는 너(원곡가수:BANK)>                        |
| 2015     | 화생방실 클레오파트라(김연우)                          | MBC 복면가왕 [10회]                                              | <이 밤이 지나면(원곡가수:임재범)>                       |
| 2015     | 화생방실 클레오파트라(김연우)                          | MBC 복면가왕 [12회]                                              | <사랑... 그 놈(원곡가수:바비킴)>                        |
| 2015     | 화생방실 클레오파트라(김연우)                          | MBC 복면가왕 [14회]                                              | <사랑할수록(원곡가수:부활)>                             |
| 2015     | 화생방실 클레오파트라(김연우)                          | MBC 복면가왕 [16회]                                              | <한 오백년>                                             |

- O.S.T

| 발매연도 | 장르       | 작품명                                  | 참여곡                                               |
| -------- | ---------- | --------------------------------------- | ---------------------------------------------------- |
| 1996     | 드라마     | 애인                                    | <애인>                                               |
| 1997     | 드라마     | 연어가 돌아올 때                        | <그대곁에서>, <아름다운 기억만이>                    |
| 1997     | 드라마     | 폭풍속으로                              | <이 세상보다 더 큰 너(Rock Ver.)>                    |
| 1997     | 드라마     | 욕망의 바다                             | <모두 다 그대안에 있을 것 같아>                      |
| 2001     | 영화       | 번지점프를 하다                         | <오! 그대는 아름다운 여인>                           |
| 2002     | 드라마     | 대만 꽃보다 남자(유성화원)              | <꽃보다 남자(Ballad Ver.)>, <꽃보다 남자(Rock Ver.)> |
| 2003     | 영화       | 봄날의 곰을 좋아하세요?                 | <수줍은 사람>                                        |
| 2004     | 드라마     | 오! 필승 봉순영                         | <헤어지자는 거짓말…>, <Epilogue>                     |
| 2004     | 드라마     | 아일랜드                                | <나만의 기억>                                        |
| 2004     | 애니메이션 | 그리스 로마 신화-올림포스 가디언 극장판 | <신과 영웅의 이야기>, <숨쉴 때 마다>                 |
| 2004     | 드라마     | 단팥빵                                  | <우리 웃던 날>                                       |
| 2005     | 드라마     | 이별에 대처하는 우리의 자세             | <멀리서 그리고 가까이>                               |
| 2006     | 영화       | 사랑을 놓치다                           | <사랑한다는 흔한 말>                                 |
| 2007     | 드라마     | 푸른물고기                              | <나는 그대입니다>                                    |
| 2008     | 드라마     | 쾌도 홍길동                             | <처음인데>                                           |
| 2008     | 드라마     | 별순검 시즌2 O.S.T Vol.2                | <너에게로>                                           |
| 2010     | 드라마     | 나쁜남자                                | <가끔은 혼자 웁니다>                                 |
| 2011     | 드라마     | 내게 거짓말을 해봐                      | <You’re my love>                                     |
| 2011     | 드라마     | 브레인                                  | <더 가까이>                                          |
| 2013     | 드라마     | 나인                                    | <그대라서>                                           |
| 2015     | 드라마     | 프로듀사                                | <To Be With You>                                     |
| 2018     | 드라마     | 여우각시별                              | <그런 꿈을 꾼다>                                     |
| 2022     | 드라마     | 붉은 단심                               | <소망은 별이 되어>                                   |

- C.C.M

| 발매연도 | 장르 | 작품명                           | 참여곡                                                                                    |
| -------- | ---- | -------------------------------- | ----------------------------------------------------------------------------------------- |
| 2004     | CCM  | 2집-생명 노래 꿈                 | <그 사람을, 그 사랑을>                                                                    |
| 1996     | CCM  | 조환곤 작곡1집-방황하는 친구에게 | <방황하는 친구에게>, <포기할 수 없어요>, <이젠>, <선교지로 향하며> , <누가 주를 따르려나> |

- CF음악: <롯데껌>, <롯데리아>, <삼성 애니콜>, <현대자동차 그레이스>, <헨어스 에드윈>, <매일유업 카페라떼>, <삼성 올림푸스>
- 기타

신라대학교 도서관에서 촬영한 영화 《봄날의 곰을 좋아하세요?》의 OST를 부른 인연으로, 윤종신이 작곡한 신라대학교 개교 50주년 캠퍼스송 <신라인의 노래 - 꿈 그리고 한 가지>를 불러 많은 네티즌들의 관심을 모은 바 있다.
2012 런던 올림픽의 MBC 주제곡인 <그곳에 올라>를 불렀다.
2014 소치 동계올림픽과 2014 인천 아시안게임에서도 들을 수 있었다.
유네스코 인류무형유산 등재 2주년 기념으로 2014년 12월 5일 서울 서초구 국립국악원 예악당에서 열린 '2014 대한민국 아리랑 대축제’에서 가수 하림,양양이 작사, 작곡한 <그리운 노래 아리요>를 불렀다.
2016년 20주년을 맞은 SBS 파워FM 특별 로고송을 불렀다. 6월 20일부터 7월 20일까지 방송되었다.
'I'VE GOT THE POWER~' 로 시작하는 로고송이다.
7월 16일 고척 스카이돔에서 열린 2016 타이어뱅크 KBO 올스타전에서 육군 제3야전군과 예하부대 군악대 120여명이 합동으로 연주를 하는 가운데 애국가를 불렀다.

## 가수 외 활동

### 방송
- 2009년 KBS2 《이하나의 페퍼민트》 - 9회
- 2009년 SBS 《도전 1000곡》 - 3월 15일
- 2011년 MBC 《나는 가수다》
- 2012년 MBC 《나는 가수다 II》
- 2012년 MBC 《황금어장 라디오스타》 - 308회
- 2013년 ~ 2019년 KBS2 《유희열의 스케치북》
- 2013년 MBC 《황금어장 라디오스타》 - 358회
- 2015년 MBC 《미스터리 음악쇼 복면가왕》 - 제4,5,6,7대 복면가왕 화생방실 클레오파트라
- 2015년 SBS 《더 레이서》
- 2015년 JTBC 《히든싱어》 - 우승 : 김연우 / 준우승 : 장우람
- 2015년 MBC 《황금어장 라디오스타》 - 456회
- 2016년 Mnet 《슈퍼스타K 2016》 - 심사위원
- 2016년 MBC 《듀엣 가요제》 - 참가자
- 2018년 SBS 《판타스틱 듀오 2》 - 참가자
- 2018년 tvN 《인생술집》 - 72회
- 2019년 MBC 《전지적 참견시점》 - 50회
- 2019년 tvN 《플레이어》 - 3회
- 2019년 MBC 《언니네 쌀롱》 - 2회
- 2020년 tvN 《케이팝 어학당 - 노랫말싸미》 - 5회
- 2023년 ~ 2024년 TV조선 《미스트롯3》 - 심사위원

### 드라마
- 《스탠바이》 (2012년, MBC) - 김연우 역
- 《보그맘》 (2017년, MBC) - 덕후도령 역 (특별출연)
- 《화유기》 (2017년, tvN) - 슈퍼스타 오디션 심사위원 김연우 역 (특별출연)
- 《으라차차 와이키키 2》 (2019년, JTBC) - 차우식 선배 역 (특별출연)

### 홍보대사
- 2017년 2월 1일 중앙선거관리위원회 : 제19대 대통령선거 아름다운 선거 홍보대사

## 보컬 트레이너 활동 및 강의경력
- 보컬 트레이너 활동
  - 김연우가 가르친 가수들로는 빅마마의 이영현, SG 워너비의 이석훈, 브라운 아이드 걸스의 제아, 임정희, god의 윤계상, 지영선, 장우람 등이 있다.[4]
- 강의경력(출처:)
  - 1999년 동아방송대학 영상음악과 보컬과 겸임교수
  - 2005년 숭실음악학원(콘서바토리) 실용음악과 강사
  - 2006년 서울예술대학 실용음악과 겸임교수
  - 2007년 호원대학교 실용음악과 겸임교수
  - 2010년 서울종합예술학교 실용음악예술학부 전임교수
  - 2010년 서울종합예술학교 실용음악예술학부 학부장
  - 2012년 서울종합예술학교 교학처장